# بنات لوط
بنات لوط هما بنتا نبي الله لوط، وقد ذكر الطبري في تاريخه أن نبي الله لوط له بنتان، وقال اسم الكبرى ريثا والصغرى ذعرتا.

## ذكرهما في القرآن
لم يرد ذكر ابنتي لوط في القرآن الكريم نهائيا
اما عن قول نبي الله لوط في سورة هود:
﴿وَلَمَّا جَاءَتْ رُسُلُنَا لُوطًا سِيءَ بِهِمْ وَضَاقَ بِهِمْ ذَرْعًا وَقَالَ هَذَا يَوْمٌ عَصِيبٌ ۝٧٧ وَجَاءَهُ قَوْمُهُ يُهْرَعُونَ إِلَيْهِ وَمِنْ قَبْلُ كَانُوا يَعْمَلُونَ السَّيِّئَاتِ قَالَ يَا قَوْمِ هَؤُلَاءِ بَنَاتِي هُنَّ أَطْهَرُ لَكُمْ فَاتَّقُوا اللَّهَ وَلَا تُخْزُونِ فِي ضَيْفِي أَلَيْسَ مِنْكُمْ رَجُلٌ رَشِيدٌ ۝٧٨ قَالُوا لَقَدْ عَلِمْتَ مَا لَنَا فِي بَنَاتِكَ مِنْ حَقٍّ وَإِنَّكَ لَتَعْلَمُ مَا نُرِيدُ ۝٧٩ قَالَ لَوْ أَنَّ لِي بِكُمْ قُوَّةً أَوْ آوِي إِلَى رُكْنٍ شَدِيدٍ ۝٨٠﴾ 
فهي اشارة الى نساء القرية حيث عدهن نبي الله عليه السلام كبناته

## ذكرهما في الكتاب المقدس
تختلف القصة المذكورة في الكتاب المقدس عن تلك المذكورة في القرآن. فالاعتقاد السائد هو أن زوجة النبي لوط أو بناته لم يكونوا مؤمنين. فالأم كان قلبها متعلِّقًا بالماضي (سفر التكوين 19: 26)، بينما كانتا بنات لوط بلا حياء.  وقد عرض النبي لوط تقديمهنَّ للاغتصاب لإنقاذ ضيفيه اللذان نزلا في ضيافته وهما الملاكان اللذان وصلا إلى سدوم (سفر التكوين 19: 7، 8).  كما كان بالطبع هناك تأثيرًا لأمهما زوجة لوط التي اعتادت على الحياة في سدوم واستمتعت بها.
يذكر الكتاب المقدس أيضا الفِعلة الشنيعة التي فعلتها الأبنتان بأبيهما النبي لوط حينما أسقياه الخمر لينجبا منه أبناء بدون أن يدري (سفر التكوين 19: 31-38)، وقد أنجبت الإبنتين من أبيهما ابنين من هذه الفاحشة وهما موآب (ابن ابنة لوط البكر) وبن عمي (ابن ابنة لوط الصغرى).

## شبهة بنات لوط
زعم البعض أن لوط عرض على قومه اتيان الفاحشة ببناته في قول الله: قَالَ يَا قَوْمِ هَؤُلَاءِ بَنَاتِي هُنَّ أَطْهَرُ لَكُمْ فَاتَّقُوا اللَّهَ وَلَا تُخْزُونِ، فداء لأضيافه الذين وفدوا عليه، وهناك وجهان لإبطال هذه الشبهة عن نبي الله لوط وعن بناته وهما:
- الغرض الحقيقي من عرض لوط كما ورد في القرآن الكريم هو إرشادهم إلى الطهارة والزواج من النساء.
- الأدلة العقلية والنقلية واللغوية تثبت أن لوط عليه السلام ومن قبيل إرشادهم للطهارة وترك الفاحشة والمنكر عرض عليهم الزواج الشرعي من بناته وهو يشير إلى نساء الأمة وبنات قريته وليست ابنتيه، والدليل اللغوي أن لوط عليه السلام له ابنتان فقط كما ورد عن الطبري[5]، اسم الكبرى ريثا والصغرى ذعرتا، كما أن شجرة عائلة النبي إبراهيم عليه السلام المستنبطة من التوراة تضمنت أن لوط عليه السلام له ابنتان فقط ، والإبنتان يشار إليهما لغوياً بصيغة المثنى وليس الجمع، لذلك فإنه ورد بالآية أن لوط عليه السلام ( قَالَ يَا قَوْمِ هَؤُلَاءِ بَنَاتِي) ولم يقل هاتان ابنتاي، وقد نزل القران بلسان عربي مبين.

والخلاصة أن عرض لوط بناته على قومه كما ورد في القرآن الكريم هو إرشادهم لطريق الطهر والعفاف، وهو الزواج من بنات قريته أو أمته، بدلا من العادات السيئة التي وقع فيها قومه وهي الشذوذ فهو لم يعرض عليهم الزنا كما يزعم البعض بل عرض عليهم الزواج، إذ كيف ينهاهم عن منكر ويأمرهم بمنكر آخر وهو الزنا، والأدلة العقلية والنقلية تثبت أن لوط عليه السلام عرض عليهم ترك الفاحشة والمنكر والزواج من بناته والمقصود ببناته هم نساء أمته وأهل بلدته وليس المقصود ابنتيه، وهذا زواج شرعي بعيدا عن الزنا والشذوذ.

## اقرأ أيضًا
- لوط
- امرأة لوط